# Brada ferruginea
Brada ferruginea är en ringmaskart som beskrevs av José María Alfono Félix Gallardo 1968. Brada ferruginea ingår i släktet Brada och familjen Flabelligeridae. Inga underarter finns listade i Catalogue of Life.